# Ara cu piept galben
Ara cu piept galben (Ara ararauna) este o specie de papagali neotropicali, din familia Psittacidae.

## Descriere

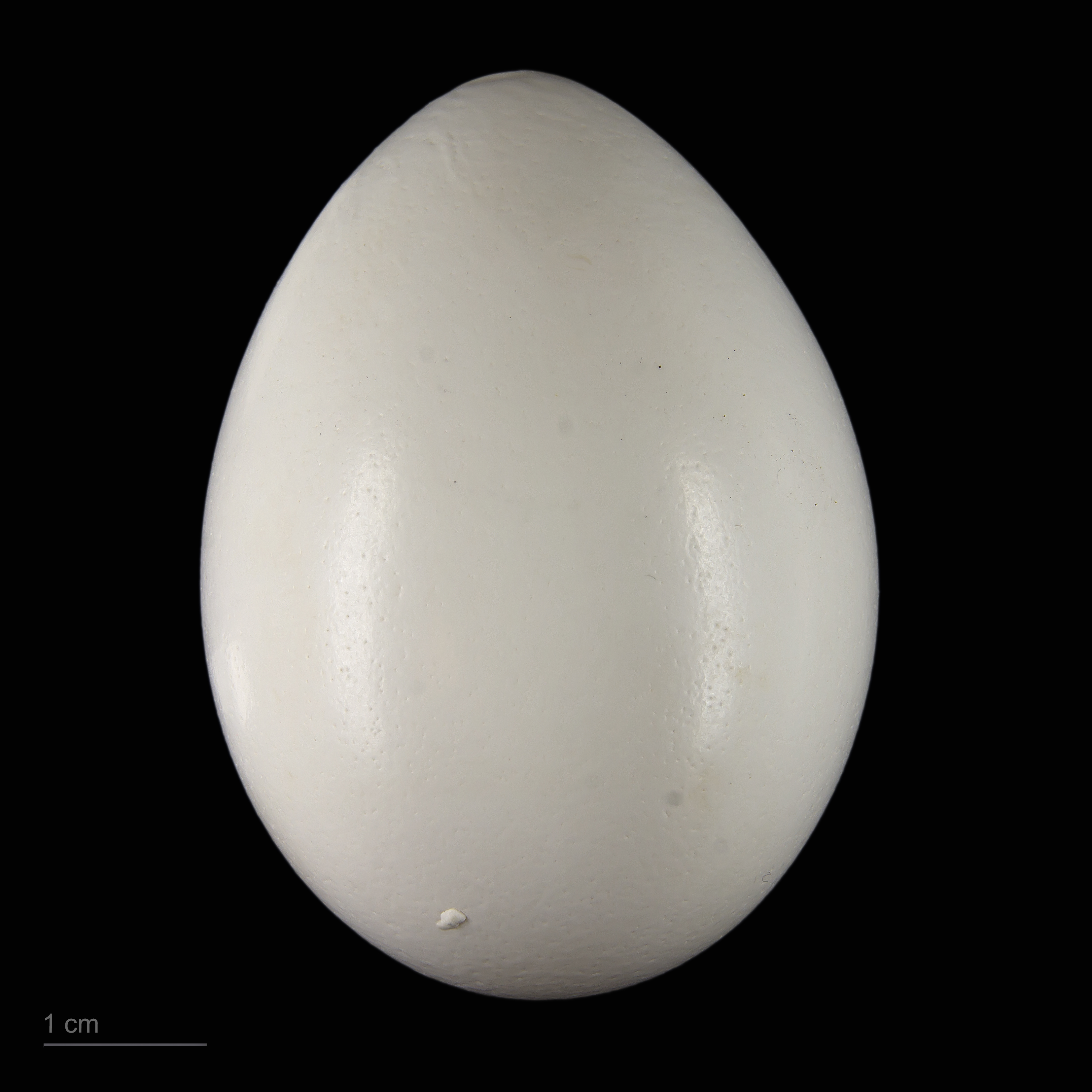
Ara ararauna - MHNT

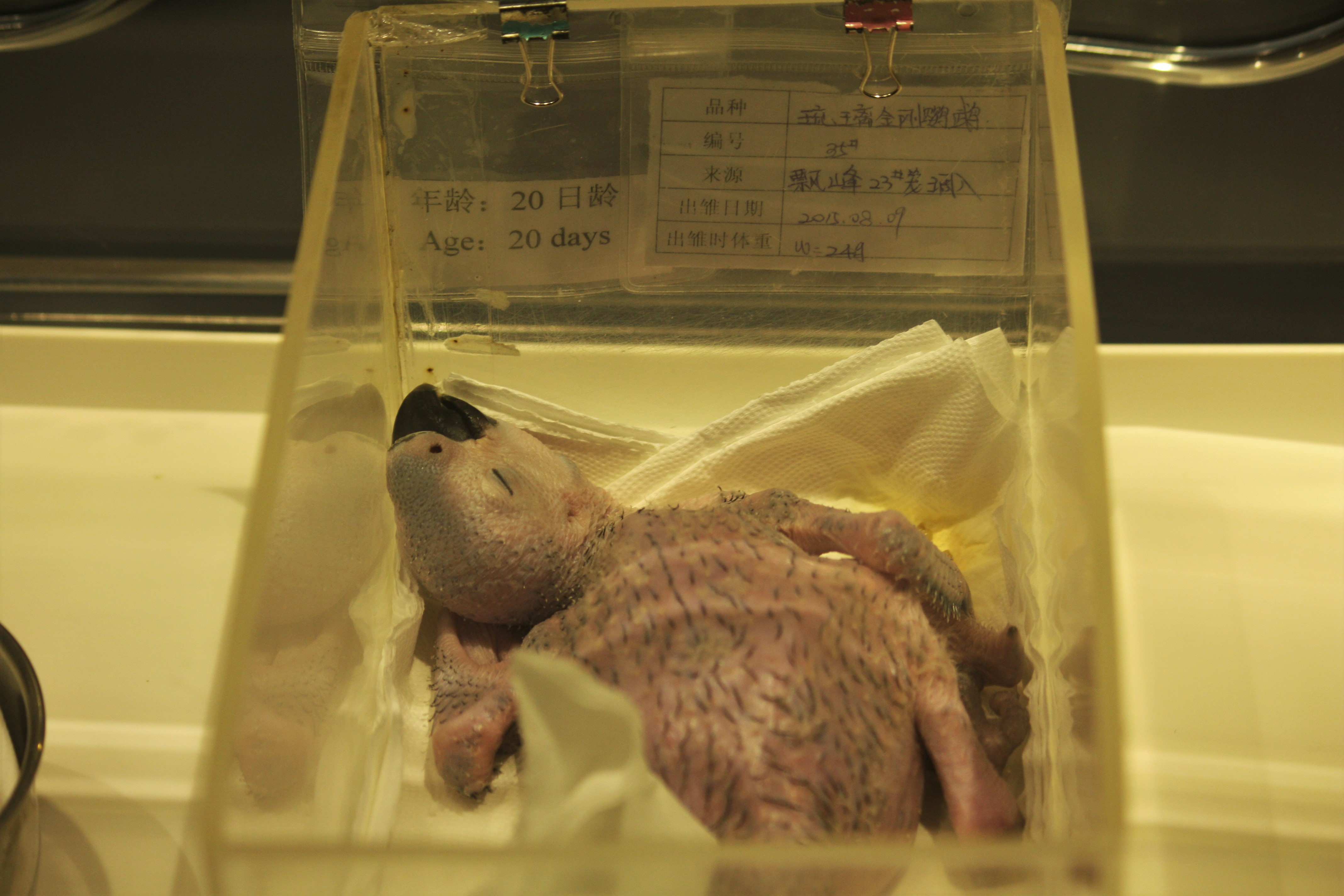

Poate atinge până la 76 – 86 cm lungime și 900 - 1300 g greutate. Coloritul pe coadă, aripi și spate este albastru, partea abdominală galbenă - portocalie, fruntea verde, sub bărbie negru, bărbia și în jurul ochilor sunt golașe, obrajii au culoare albă, ciocul negru, iar picioarele sunt negru - cenușiu.

## Răspândire
Sunt originari din America de Sud și America Centrală. În libertate sunt răspândiți prin nord - vestul Columbiei, estul Panamei, Venezuela, Ecuador, Peru, Surinam, Guyana, Brazilia, Bolivia, nordul Argentinei și Paraguay.
În unele regiuni sunt deja dispăruți din cauza braconajului și distrugerii habitatului.
În libertate trăiesc în grupuri de 20 - 100 de păsări. Deseori sunt împreună cu Ara cloroptera și Ara macao.

## În captivitate

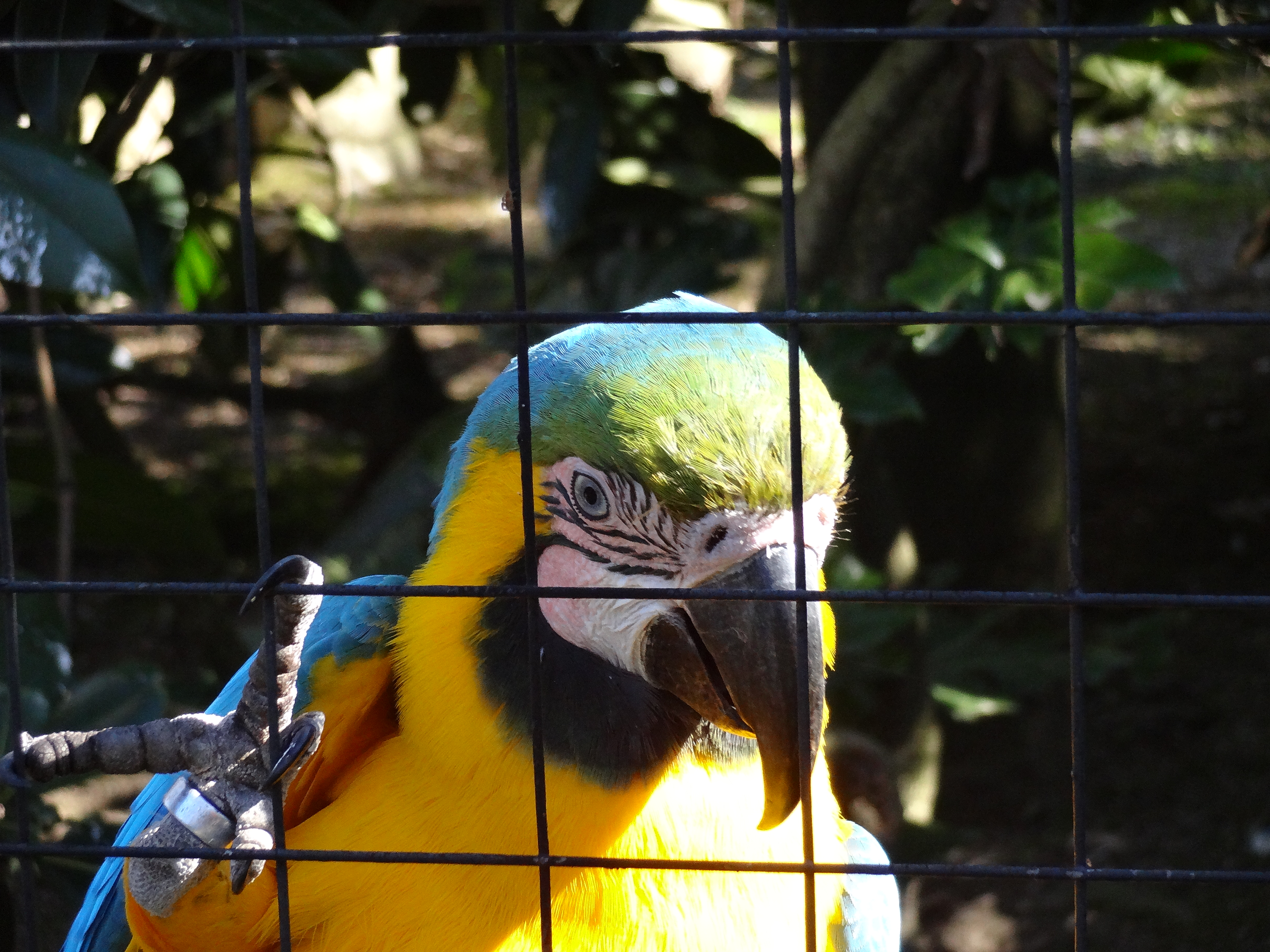
În captivitate

Această specie de papagali este foarte populară, datorită aspectului frumos și a abilității de a vorbi. Sunt păsări sociabile și inteligente. Dacă sunt îngijite corespunzător sunt cuminți, iubitoare și devin foarte atașate de stăpâni.
Păsări foarte active cu o voce foarte puternică, sunt foarte curioși, plini de energie și foarte robuști. În afara perioadei de împerechere se pot ține ușor și cu alte specii de papagali.

### Hrana
Acești papagali necesită o dietă variată. Se hrănesc cu diferite fructe uscate și proaspete, legume,  amestec de semințe, minerale, hrană încolțită, etc. Nu sunt recomandate fructele de avocado, boabele de cafea.
În perioada de reproducere și cât puii sunt încă în cuib se recomandă un supliment alimentar format din mâncare preparată din ouă și pâine albă.

### Voliera
Voliera exterioară este indicat să fie cel puțin 6 m lungime, 2 m lățime și 2 m înălțime. În voliera exterioară este indicat amplasarea unei voliere interioare. Pe timp de iarna temperatura indicată în voliera interioară este de  minim 12 °C. Cuibul poate să rămână, tot timpul, în voliera interioară.

### Reproducerea
Acești papagali se împerechează pe viață și se reproduc destul de ușor, important este să fie o pereche care armoniează.
În perioada împerechierii sunt foarte agresivi. Perioadă care începe prin luna aprilie. Depun 1-3 ouă, uneori chiar 4. Deseori, însă, sunt ouă infertile. Perioada incubației este de 25-28 zile. Puii ies din cuib la vîrsta de 12-13 săptămâni și este indicat să mai rămînă o perioadă în compania părinților. Unele perechi se reproduc chiar și de două ori pe an.

## Galerie foto

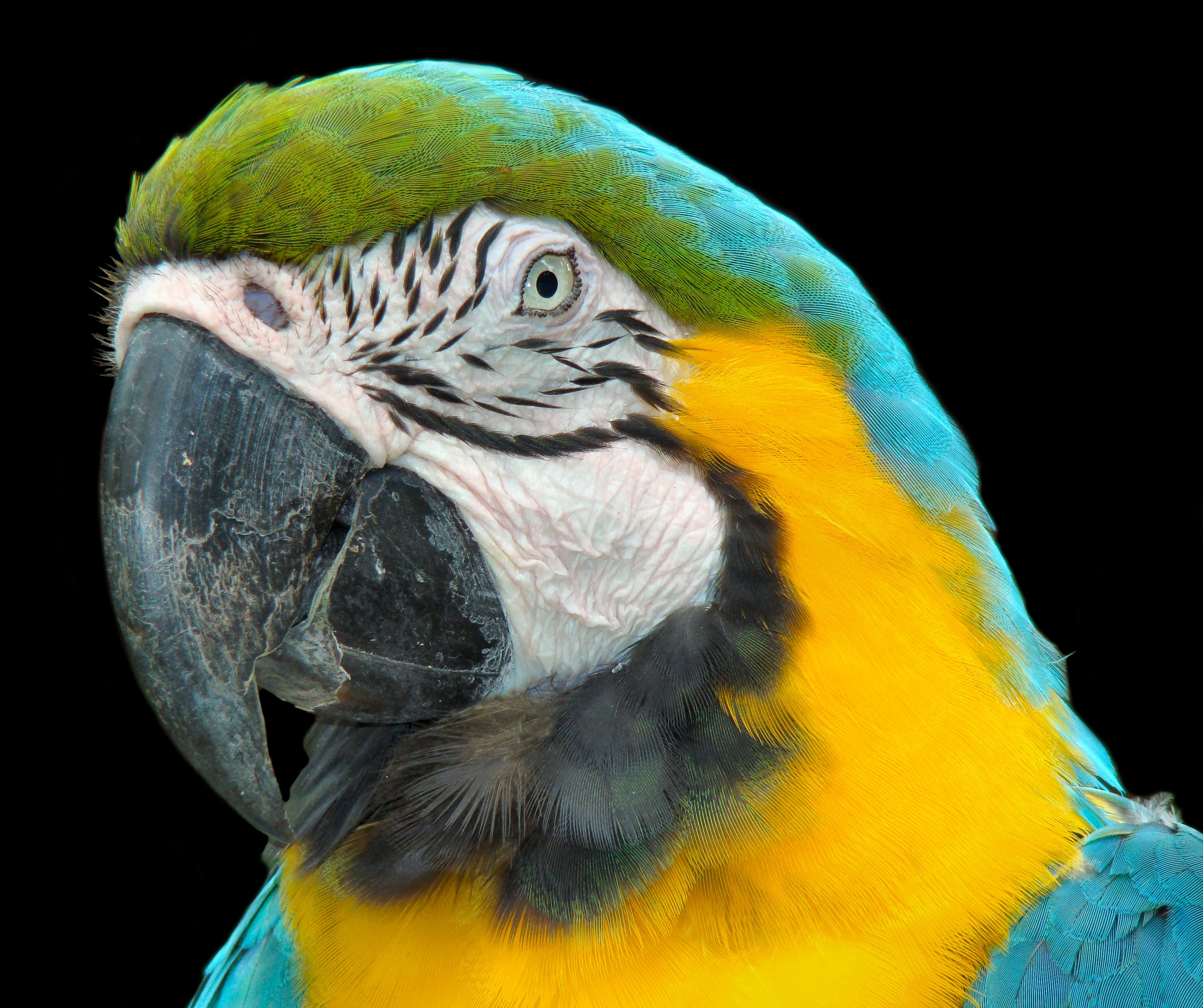
Detaliu cap. Parcul Jurong, Singapore.
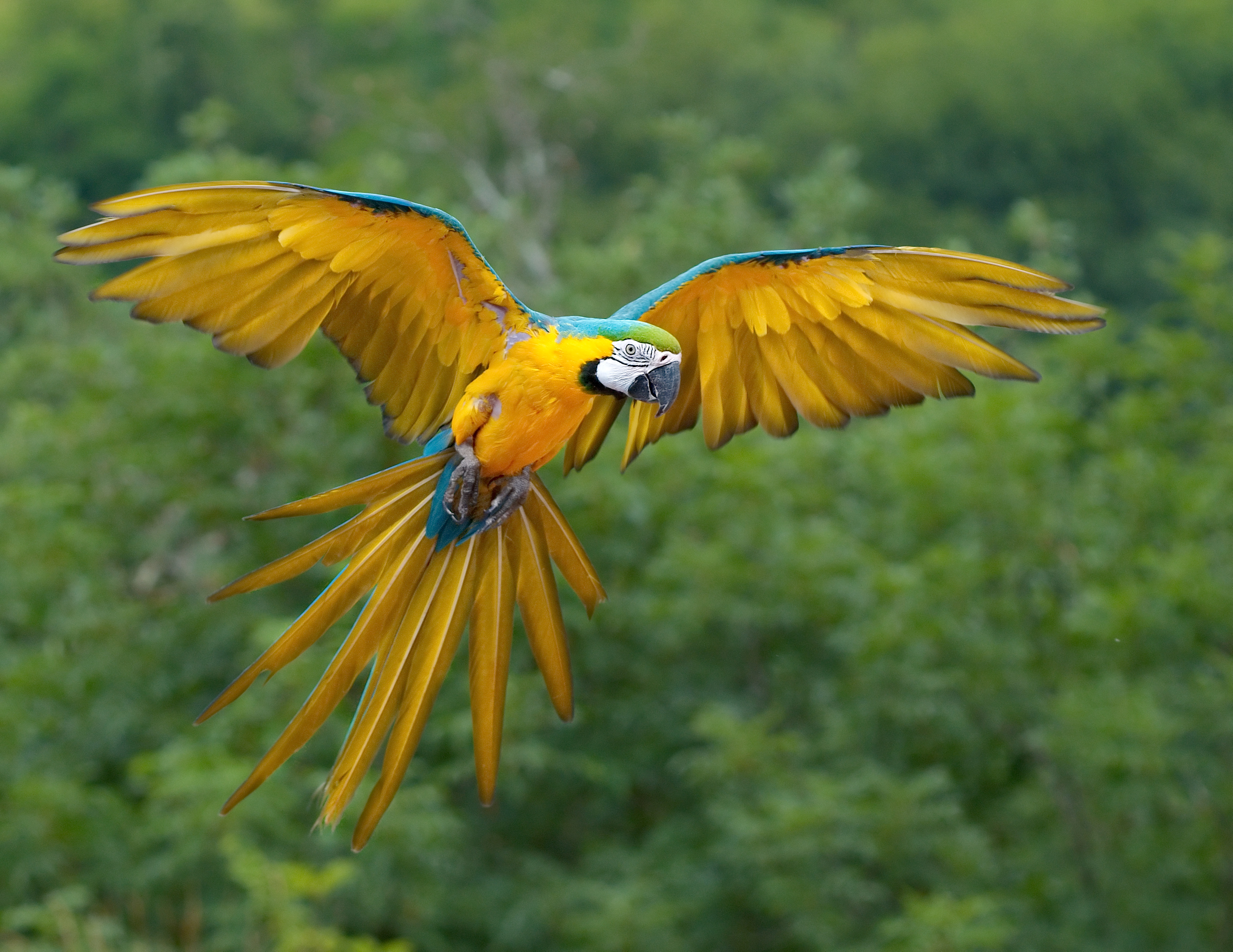
În parcul Jurong, Singapore
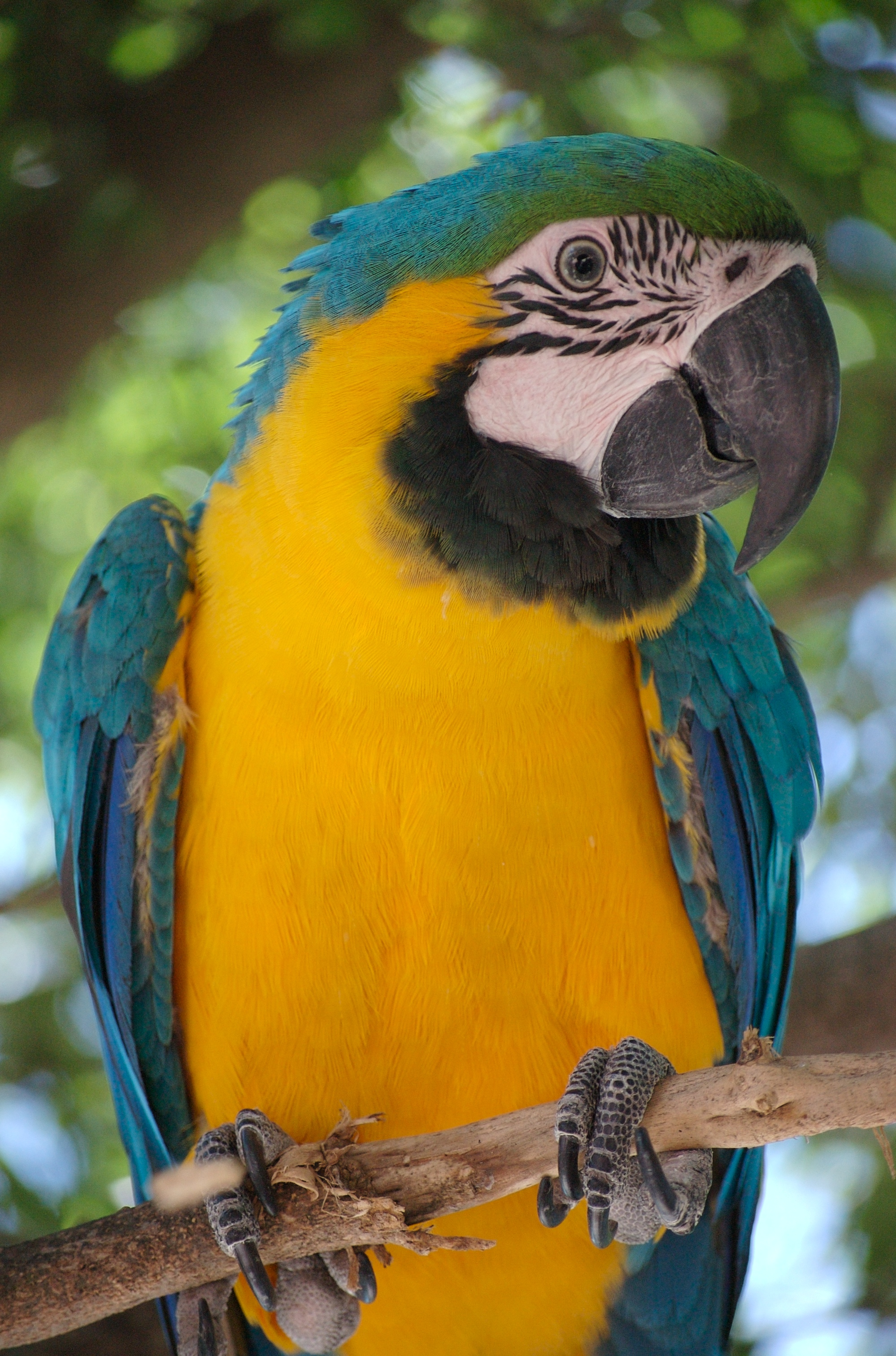
Stând pe o creangă la Grădina Zoologică Lujan, Argentina
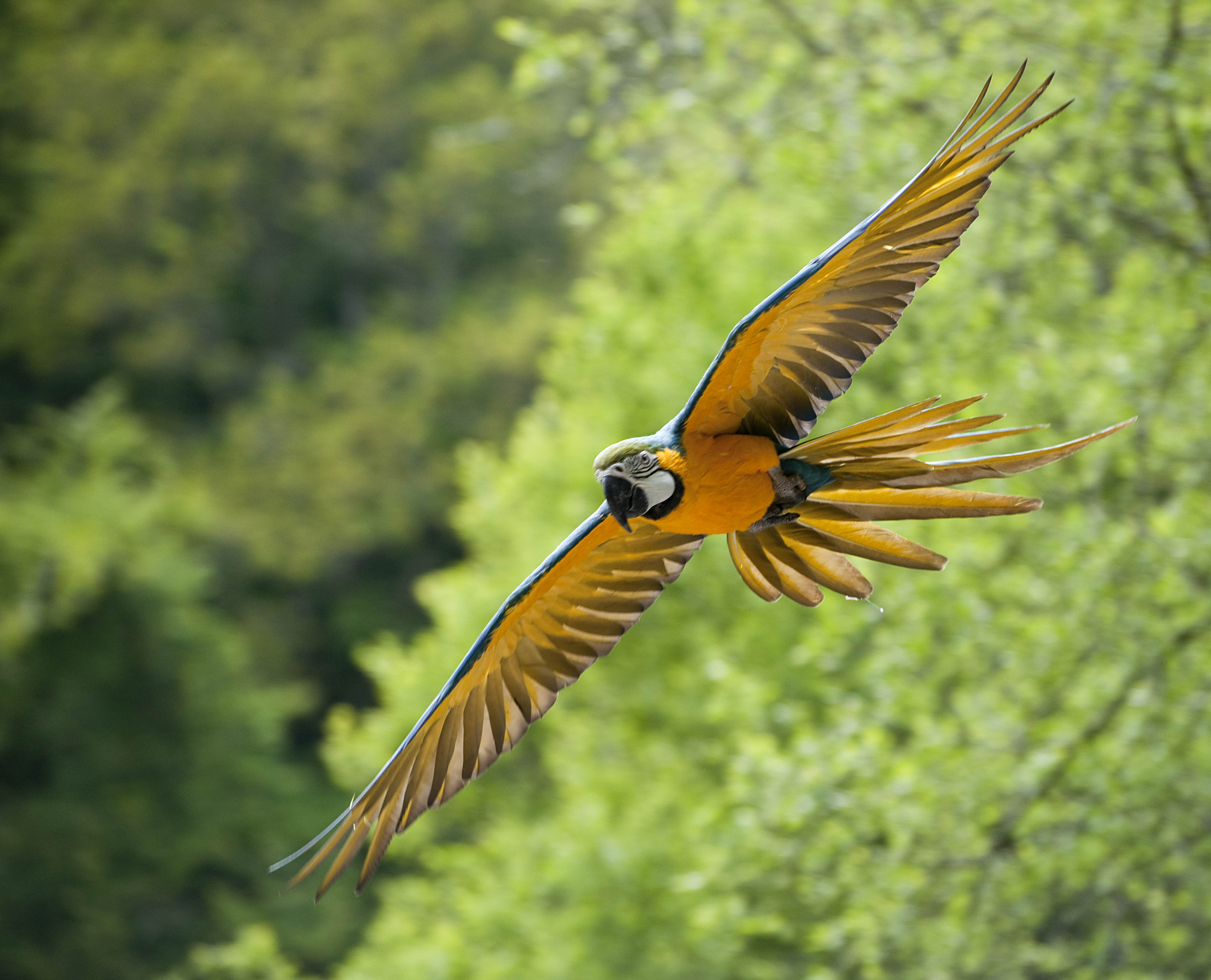
Zburând la Grădina Zoologică de Pont-Scorff, Morbihan, Franța
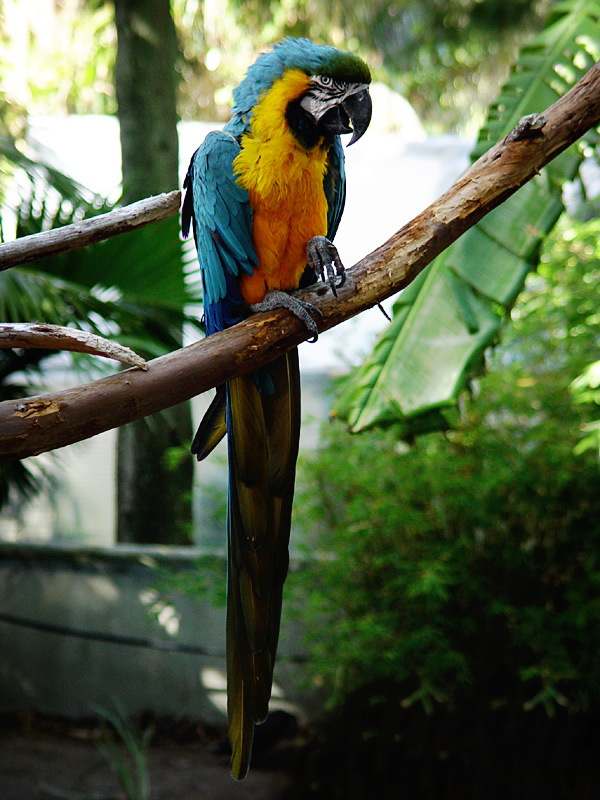
Lumea păsărilor, Cape Town, Africa de Sud
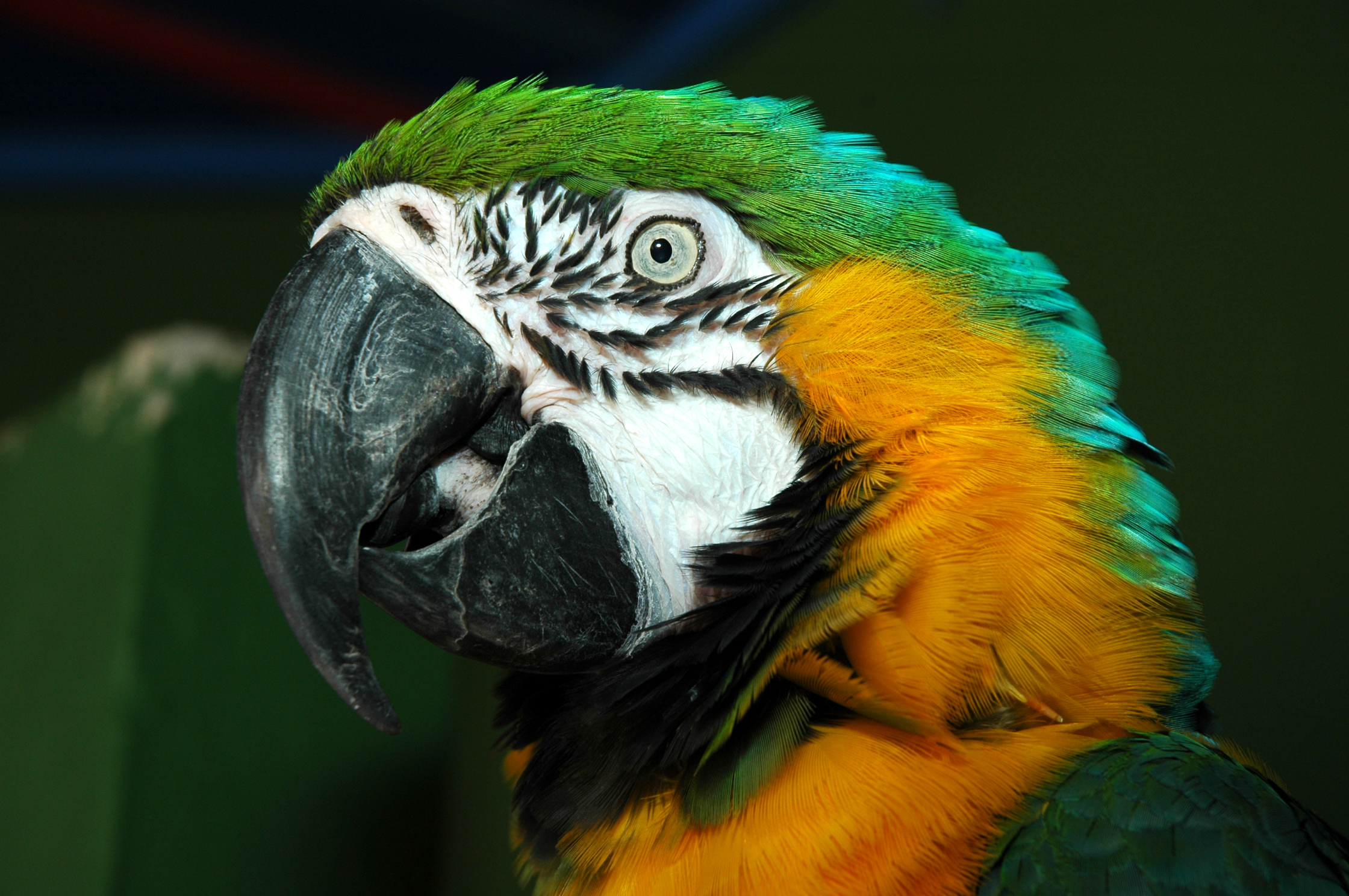
Detaliu cap. Gran Canaria, Spania
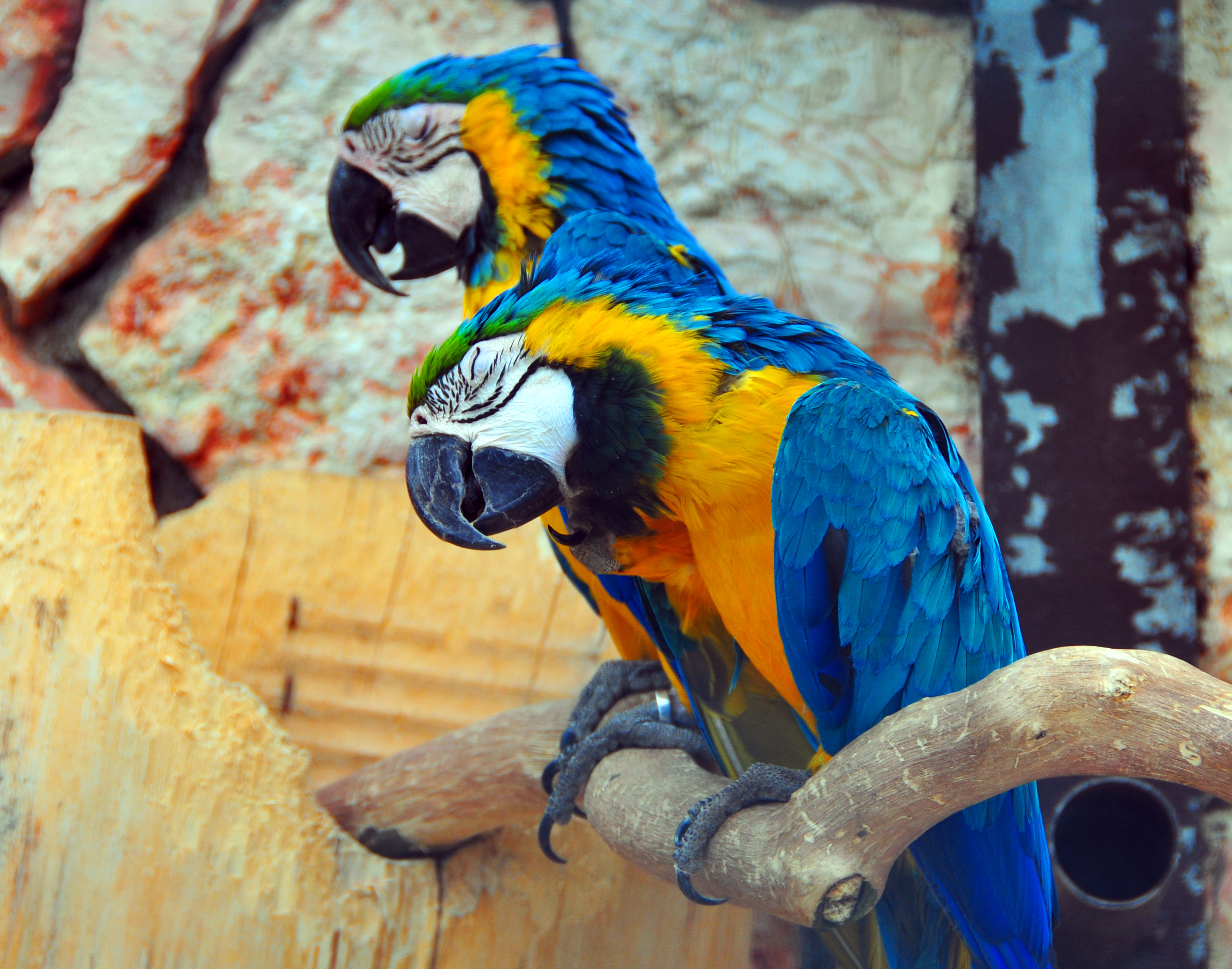
Cuplu dormind. Parcul păsărilor din Walsrode, Germania
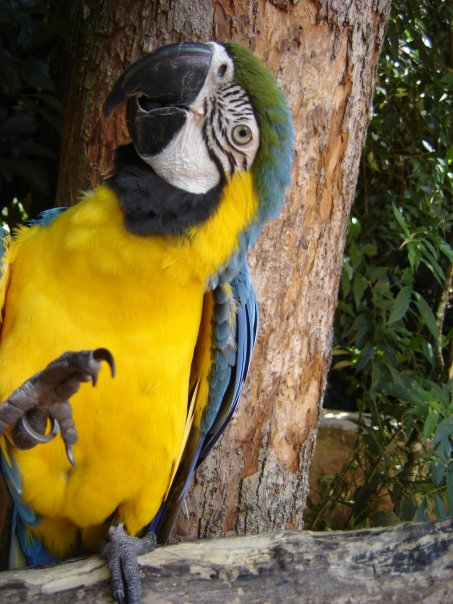
Veenzuela